# إسلام صيام
إسلام صيام (مواليد 13 فبراير 1985 في القاهرة، مصر)، هو لاعب كرة قدم مصري يلعب كلاعب مدافع. وهو ابن الحكم الدولى السابق عصام صيام عضو لجنة الحكام بـالاتحاد الافريقي. وقد بدأ اللاعب مسيرته الكروية مع نادى المقاولون العرب، لينتقل بعدها إلى نادي الاتحاد السكندري، ثم نادي العهد اللبناني، ولكن بعد موسم وحيد عاد اللاعب مرة أخرى إلى الدوري المصري الممتاز من بوابة نادى الشمس ثم نادي غزل المحلة، ثم نادي الخابورة العماني ليقضى موسمه الوحيد مع الفريق، ليعود مرة أخرى للدوري المصري من بوابة نادي النصر للتعدين ثم لنادي الأسيوطي سبورت، تحت قيادة المدير الفنى علي ماهر.

## حياته الخاصة
كانت حياته مغمورة خارج المستطيل الأخضر إلى أن ظهر في حفل زفافه من شقيقة المغنية روبى وهي الممثلة مريهان مجدي حينما كان لاعبًا بصفوف فريق نادي غزل المحلة.

## وصلات خارجية
- إسلام صيام على موقع الاتحاد الدولي (مؤرشف)  (الإنجليزية)
- إسلام صيام على موقع قاعدة بيانات كرة القدم.إي يو (الإنجليزية)
- بيانات عن اللاعب
- صفحة إسلام صيام علي موقع النادي الأهلي